# Kochs gentiaan
Kochs gentiaan (Gentiana acaulis) is een in Europa van nature voorkomende plant uit de gentiaanfamilie (Gentianaceae). Hij wordt ook wel stengelloze gentiaan genoemd.
Het is een tot 10 cm hoge en 2–3 cm brede vaste plant. De plant is groenblijvend en heeft een trompetvormige, blauwe bloem die verschijnen in het voor- en het najaar op een korte steel. De bloemen hebben een groen gevlekte keel.
De plant groeit vooral in de bergen als de Alpen, de Pyreneeën, de Cevennen en de Jura van 800-3000 m hoogte. De plant prefereert de volle zon en goed verzorgde silicaatbodem in een zuur milieu.
Kochs gentiaan onderscheidt zich van de hierop lijkende Gentiana clusii door de genoemde groene vlekken in de keel van de bloem.
... · 
G. acaulis (Kochs gentiaan) · 
G. angustifolia (Smalbladige gentiaan) · 
G. asclepiadea (Zijdeplantgentiaan) · 
G. bavarica (Beierse gentiaan) · 
G. clusii (Grootbloemige gentiaan) · 
G. cruciata (Kruisbladgentiaan) · 
G. lutea (Gele gentiaan) · 
G. nivalis (Sneeuwgentiaan) · 
G. pneumonanthe (Klokjesgentiaan) · 
G. punctata (Gestippelde gentiaan) · 
G. purpurea (Purpergentiaan) · 
G. sino‑ornata (Chinese herfstgentiaan) · 
G. terglouensis (Triglav-gentiaan) · 
G. utriculosa (Blaasgentiaan) · 
G. verna (Voorjaarsgentiaan) · 
· ...